# Leptura subtilis
Leptura subtilis là một loài bọ cánh cứng trong họ Cerambycidae.